# Roški slap
Roški slap je šesti, pretposljednji vodopad na rijeci Krki. Nalazi se u nacionalnom parku Krka. Zbog svoje je ljepote, uz ostale slapove na Krki, jedna od najpoznatijih prirodnih ljepota Hrvatske.
Nalazi se oko 14 kilometara nizvodno od slapa Miljacka. Ime je dobio po tvrđavi Rog, od koje danas nema puno tragova.
Posebno je zanimljiv zbog niza malih kaskada poznatih kao Ogrlice, kojima počinje sedrena barijera. Također je zanimljiv i zbog bogate vegetacije, mlinova i stupa.
Barijera je duga 650 metara, najveća širina je 450 metara, a visinska razlika je 22,5 metara.
Glavni slap visok je 15 metara i njime se Krka u širokoj lepezi ulijeva u Visovačko jezero. 
Godine 1910. na njegovoj desnoj strani izgrađena je protočna hidroelektrana, koja i danas nosi njegovo ime.